# نورولت (پنسیلوانیا)
نورولت (به انگلیسی: Norvelt) یک منطقهٔ مسکونی در ایالات متحده آمریکا است که در شهرستان وستمورلند، پنسیلوانیا واقع شده‌است. نورولت ۹۵۶ نفر جمعیت دارد.